# FORTUNE TRINITY
『FORTUNE TRINITY （フォーチュントリニティ）』は、2010年より稼動を開始した、プッシャーゲームである大型メダルゲーム機。発売元はコナミデジタルエンタテインメント。 『フォーチュンオーブ』シリーズに代わる新たなマシンである。　

## 概要
筐体1台につき10のステーションが設けられており、最大20名でのプレイが可能である。
前『フォーチュンオーブ』シリーズと同様に「オーブ」（ボール）が存在する他、フィールドから落とす事で様々なアイテムを獲得できる「トレジャーボール（小型ボール）」が追加された。ジャックポットは、それぞれ抽選方法の異なる3種類を搭載した。
このゲームのボイスは、タレントのセイン・カミュが担当している。
e-AMUSEMENT PASS（2代目まで）に対応しているが、2016年4月発売の3代目e-AMUSEMENT PASSは使用できない。
2012年12月にFORTUNE TRINITYシリーズ2代目「FORTUNE TRINITY2」が稼働開始、コンバートとして稼働可能。
2016年12月にFORTUNE TRINITYシリーズ3代目「FORTUNE TRINITY 3～三神獣の秘宝～」が稼働開始、コンバートとして稼働可能。初代よりコンバートした場合はチャンスボールの代わりにトレジャーボールが使われる仕様となっている。
2021年1月にFORTUNE TRINITYシリーズ4代目「FORTUNE TRINITY 精霊の至宝祭」が稼働開始、コンバートとして稼働可能。
2023年10月にFORTUNE TRINITYシリーズ5代目「FORTUNE TRINITY 時空のダイヤモンド」が稼働開始、コンバートとして稼働可能。

## 基本ルール
投入口からフィールドにメダルを投入し、プッシャーを用いてメダル・オーブ・トレジャーボールを落としていく。『GRAND CROSS』と同様、ホッパー内のメダルを左右の投入口まで滑らせて投入する。
プッシャーフィールド上段前端にスタートチェッカーが3つあり、ここにメダルが入ると、液晶画面上のスロットが回転する。今作ではスロットが常時2ラインとなっており、入ったチェッカーの色（黄・緑の2色）によって回転するラインが異なる。各ライン最大10回転まで保留可能で、画面左右にストックが表示される。保留が一杯になった状態からさらにチェッカーにメダルが入るとストックレベルが上昇、スロット当選時のメダル枚数がアップする（「LV1」30枚→「LV2」60枚→「LV3」100枚）。なお、今作はチェッカーに入ったメダルは回収されず、そのままプッシャーフィールド下段に落下する。
スロット（または偶数数字の再抽選）で777以外の奇数数字が当選すると確変となり、「世界遺産モード」に突入する。世界遺産モード中はスロットは常時1ラインで、スロット数字が5つ横に並んでおり、チェッカーの色区別もない。同シンボルが3つ連続で並ぶことで当選、4つ連続で2ライン当選（ダブルWIN）、5つ連続3ライン当選（トリニティWIN）となる。確変継続（条件はモード突入時と同じ）で10枚×ライン数の追加配当があり、スロット1回の最大当選枚数は330枚である。
e-AMUSEMENT PASS（2代目まで）を使用している（リーダーに挿入している）時は、「マイページ機能（Eメニュー）」内にて「世界遺産モード」の楽曲を選択できる（Lボタンで選択・Rボタンで決定。この操作は『GRAND CROSS PREMIUM』以降のGRAND JACKPOT CHANCE楽曲選択方法と同じ）。ラインナップには当ゲームオリジナル楽曲やクラシック楽曲の他、大型筐体の音楽ゲーム『GuitarFreaks XG』・『DrumMania XG』や、過去の音楽ゲーム『GuitarFreaks・6thMIX』・『DrumMania・5thMIX』で実際に使用されている楽曲もある。 3月上旬の『フォーチュンオーブ』のメインBGM『Explorers』、5月中旬頃に『GuitarFreaks XG』&『DrumMania XG』より、新たに2曲が、更に9月始めには3曲（クラシック1曲／シークレット楽曲2曲）が追加された（シークレット楽曲は、トロフィー獲得数により追加される。トロフィー4個以上で前作『フォーチュンオーブ第3章・宝珠王国 ～オーブ・キングダム～』より「Kingdom」が選択出来るようになる）。さらに当ゲームで使用したe-AMUSEMENT PASSを『GuitarFreaks XG』と『DrumMania XG』にかざしてプレイする事により、JACKPOT楽曲の1つ『Croquette』が演奏できるようになる。
- 【参考1】 『フォーチュントリニティ』楽曲紹介ページ
- 【参考2】 『フォーチュンオーブ』サウンドページ

なお、何らかの異常もしくはe-AMUSEMENT PASS同士を含む他のICカード・おサイフケータイ等を近づけて干渉が起きるなどして、使用中のe-AMUSEMENT PASSとの通信が途絶した場合、ベル音が鳴って『e-AMUSEMENT PASSの接続が切れました。』の警告テロップがステーション画面下部で流れる。これは4月中旬頃のオンラインアップデートにより実装されたが、異常時だけでなくゲームを終えて離席する場合にも全く同じ警告テロップが流れる。「MILLIONET」のミリオンジャックポット関連の告知でも同様のベル音付きテロップが使用されている。

### スロットの当選役
222 / 444 / 666 / 888メダル払い出し（30 - 100枚）、世界遺産モード（確変）終了（888については確変中では出現・当選しない）。
111 / 333 / 555 / 999メダル払い出し（30 - 100枚）、世界遺産モード突入・継続（999については確変中では出現・当選しない）。
ORBオーブ払い出し。
BALLトレジャーボール（透明な小型ボール）払い出し。
SKYスカイルーレット。天井の巨大ルーレット抽選が開始される（後述）。
777レジェンドモード突入（後述）。
DIRECTレジェンドモード中のみ。直接ステーションチャレンジに突入。
CRYSTAL世界遺産モード・レジェンドモード中のみ。各色のクリスタルが1個加算される。

## ステーションチャレンジ
フィールドからオーブを落とすことで、ステーションチャレンジへと進む。まず3色の「トリニティクルーン」でどのジャックポットのルーレットに挑戦するかを決定。次に液晶画面上部「パーソナルクルーン」の抽選ポケットへと落ちた瞬間に、画面上のルーレットが停止。表示された配当が支払われる。
STEP WIN：メダル25枚または50枚払い出し。入った部分は25WIN→50WIN→JPチャンスとレベルアップして、JPチャンス突入率が上昇していく。初期状態は25WINが全色で6つ、50WINが赤・青に2つずつ、黄色で1つとなる
ORB：オーブ1個とメダル25枚払い出し。赤・青に1つ、黄色に2つある。
JPチャンス：選択されたジャックポットチャンスが開始される。当選後、ルーレットは初期状態にリセットされる。抽選待ちが生じた場合は画面の左に残り人数が表示され、通常スロットに復帰する。抽選待ちが解消されるとステーションチャレンジやメダル払い出しの最中を除き、即座にJPチャンスが開始される。
なお各JACKPOTのルーレットがすべて初期状態（JPチャンス1つ、STEP WINとORBのみ）となった場合は、スペシャルボーナスとして各ルーレットの50WINの1つがJPチャンスに昇格する。

## トレジャーボール
トレジャーボールを落とした際は、宝箱から出現したボーナスを得ることができる。宝箱は茶・銀・金の3種類有り、色によって期待値が異なる（色は実際に落とすまで不明）。銀か金だった場合は落としたときになる効果音が異なる。
宝箱が開く際に通常と異なる演出が発生すればDIRECTやSKYが濃厚だが、ごく稀にその演出がされてもメダル10であったり、その逆でその演出がされなくてもDIRECTやSKYが当選することもある。
MEDAL：メダル10または20枚払い出し。金・銀宝箱では出現しない。
CRYSTAL：赤/青/黄クリスタルのどれか1色が3個/5個/10個増加する。金宝箱では出現しない。
ORB：オーブ払い出し。
DIRECT：直接ステーションチャレンジへ突入。
SKY：SKYルーレット突入。
DIRECTとSKYは当選することは稀である。また、ORBは「落とした時点」でのフィールド上にあるオーブの数を参照して当選率が変わるので、オーブリーチの間にトレジャーボールを落とすことでフィールド上のオーブをさらに増やせる可能性がある。CRYSTALは内部状態がいい程当選しやすく、MEDALは内部状態が悪い程当選しやすい。
FIREJPCや(SUPER)SKY ROULETTEで「トレジャーボール10個」という配当があるが、それが当選するとフィールドが重くなり落ちが悪くなることから、ある程度遊び慣れたプレイヤーからは、「ゴミ10個」や「産業廃棄物」と呼ばれることがある。

## GOAL BONUS
777以外の数字の図柄でスロットが当選した場合、画面下部に表示されているゴールステップが1ラインにつき1ステップ進行する。世界遺産モードでも進むが、後述するレジェンドモードでは進まない。
このステップが累計8ライン分たまると、GOAL BONUSに挑戦できる。最初にクリスタルの色をトリニティクルーンで抽選して、そしてパーソナルクルーンに落ちた際のオッズ（3倍・5倍・7倍・10倍）×当選した色のクリスタル個数分、メダルが払い出される。メダルの払い出しが終わった後、サービスとしてオーブが1つ払い出される。そしてゴールステップは1に、当選した色のクリスタル個数は25個にそれぞれリセットされる。
BGMには、同社の『アラビアンクリスタル・ウイングファンタジア2』の「クリスタルゲーム」楽曲を若干アレンジしたバージョンが使われている。

## JACKPOT CHANCE
JACKPOT CHANCEは3種類存在し、それぞれ抽選方式が異なる。「FIRE JACKPOT」と「AQUA JACKPOT」はプレイヤーのメダル投入枚数でプログレッシブ値が上昇し、「FORTUNE JACKPOT」はフィールドへのメダル払い出し枚数(各JACKPOTを含む「WIN」と表記される枚数×0.02（工場出荷時設定）)で上昇する。
JACKPOTを獲得するとセンターユニットの液晶部が左右に分かれて演出と払い出しが始まる。各JACKPOTごとに違う演出が用意されているほか、特定の条件下で発生するスペシャル演出も存在する。また当選枚数がJACKPOT単体で3000枚（AQUA  JACKPOTの場合は1500×2でも可）を超えるとPREMIUM JACKPOTとなりスタッフロールが流れる。センターユニットには内部に6列のホッパーがあり、ステーション側からセンターユニットへ投入されたメダルは演出の映像と音に合わせて滝のように払い出されるシステムとなっている。しかしこのホッパーが何らかの事情で半分の3列以下しか作動しない場合は、他のプッシャーマシン同様ステーションからの払い出しとなる。店舗側の設定でも、センターユニット（ホッパー）を使用せずステーションからの払い出しのみに設定することが可能になっている。
なお、今作での工場出荷設定の各JACKPOTのプログレッシブ上限は5000枚。店舗側の設定でそれ以上の設定にすることも可能だが、後述する最高配当は5000枚を基準とする。
(最大設定9999枚　AQUA×２で19998枚)

### FIRE JACKPOT CHANCE
ボールを用いた連続抽選。上部に到達しポケットから落ちたボールが柱にぶつかりながら落ちて再びポケットに入り、入ったポケットの色に応じて各種配当へのステップを1つ獲得する。
緑
メダル50枚
黄
メダル100枚
青
メダル200枚
紫
トレジャーボール10個
ピンク
メダル300枚
赤
FIRE JACKPOT
50枚は2ステップ（その分、緑ポケットは2つしかないが）、それ以外は3ステップ溜まるまで抽選を繰り返して配当を決める。
因みにJACKPOTのプログレッシブ値は、AQUA JACKPOTが1枚につき0.02でFIRE JACKPOTが1枚につき0.03でFIRE JACKPOTの方が上昇しやすい（数字は工場出荷設定による）。

### AQUA JACKPOT CHANCE
大型のボールを用いたルーレット抽選。前『フォーチュンオーブ』シリーズ3作の抽選機と類似している。
最初に右側の小型ルーレットで倍率抽選。ポケットは3個で、ボールが「×2」へ入ると、配当が全て2倍となる。続いて左側の大型ルーレットで配当抽選。配当は100枚（確率9/12）・200枚（2/12）・AQUA JACKPOT（1/12）の3種類。最高配当は5000x2=10000枚。
上限値を5101枚以上に設定している店舗であれば、今まで最高であった『ファンタジックフィーバー1、2』（5000＋ストックボーナス100でDIRECT JPチャンス（777シンボル成立）orDIRECT ファンタジックチャンス（FFFシンボル成立）×2ラインからのＪＰで10,200枚）を越える配当となる。

### FORTUNE JACKPOT CHANCE
ステーションチャレンジと同様に、オーブを用いて各ステーションの抽選機で行われる。ビンゴ形式となっており、抽選は最大2球。まずトリニティクルーンでFIRE（赤）・AQUA（青）・FORTUNE（黄）のいずれかのビンゴカードを抽選し、ビンゴを成立させることで高配当を獲得できる。なお、いずれかのカードでビンゴが成立した時点で抽選は終了する。JACKPOTを獲得するには、「FORTUNEビンゴカード（黄）」でビンゴする必要がある。
配当は「NO BINGO」（1球50枚）、「FIRE  BONUS」「AQUA BONUS」「（抽選機故障時のみ）FORTUNE BONUS」（それぞれ各JACKPOT初期値の半分）、「FORTUNE JACKPOT（抽選機故障時のみFIRE AQUAも存在）」である。2ラインでビンゴすると、JACKPOTまたは各ボーナスに100枚追加される（2倍ではない）。なお、各カード共に中央の数字は常時埋まっているため、3ライン以上でのビンゴはない。これにより最高配当は5000枚+1球目のNO BINGO（50枚）+2球目の2ラインビンゴ100枚で合計5150枚。
また指定されたカード・番号に入賞すると、全員参加のSKYルーレット「SUPER SKY ROULETTE」が発動（後述）、抽選はそこで終了する。因みに1球目で入賞した場合のチャンス単体の配当は「NO BINGO」と同じくメダル50枚。
ビンゴカードはマシン全体で共有され、次回の挑戦者に引き継がれる。

### ALL JACKPOT CHANCE
後述するSKY ROULETTEにおいて「TRINITY SLOT」に当選し、さらにこのALL JACKPOT CHANCEに当選すると挑戦できる。
FIRE→AQUA→FORTUNEの順で挑戦するが、配当は各抽選ごとではなく、3回の結果が一度に払い出される。よって、ランキングの獲得種別の表記も「ALL」という扱いになる。また最大20150枚（工場出荷時設定）（最大設定で40146枚）獲得することも可能。

### 抽選機が故障した場合
FIRE JACKPOTおよびAQUA JACKPOT抽選機が故障している場合は、FORTUNE JACKPOTの抽選方式で代用される（センターのメイン液晶には「○○(JACKPOT名） 調整中」の文字が表示される）。その場合、挑戦したJACKPOT CHANCEのビンゴカードでビンゴを成立させるとJACKPOTが獲得できる。また「FORTUNEビンゴ」は通常では存在しない「FORTUNE BONUS（FORTUNE JACKPOTの初期値の半分）」に変更となる。
なお、「SUPER SKY ROULETTE」は、通常とは違い、決して発生しない。

## SKY ROULETTE
スロットでSKY図柄が揃う、またはトレジャーボールでSKY ROULETTEを当てると、
SKY ROULETTE（スカイルーレット）が発生する。
筐体最上部にある直径約3メートルの巨大ルーレットが回転し、自分のステーションで停止した配当を獲得する。各種SKY ROULETTEで各種JACKPOT CHANCEに突入した場合は、ステーションチャレンジのルーレットはリセットされない。
配当一覧
- 100/200/500WIN
- トレジャーボール10個
- FIRE JACKPOT CHANCE
- AQUA JACKPOT CHANCE
- TRINITY SLOT - 液晶画面がスロットに切り替わり、JACKPOT CHANCE（FIRE・AQUA・FORTUNE）、3種類すべてのJACKPOT CHANCEに挑戦する「ALL JACKPOT CHANCE」の4種類のうちいずれかが必ず当選する。

### SUPER  SKY ROULETTE
FORTUNE JACKPOT CHANCEで指定された色と番号を当てると、SUPER SKY ROULETTE（スーパースカイルーレット）が発生する。
全員参加型のSKY ROULETTEで、発生時にプレイ中のステーションがこれの抽選権を得られる。
当たる配当は通常のSKY ROULETTEとほぼ変わらないが、仕様上TRINITY SLOTと500枚は当選しない。

### 抽選機が故障した場合
こちらもFIRE JACKPOT＆AQUA JACKPOT抽選機同様、故障時などに使用しない設定にすることが可能。その場合はSKY ROULETTE及びSUPER SKY ROULETTEは発生しない。 （「天井抽選　調整中」と表示）

## レジェンドモード
スロットで「777」が当選すると「レジェンドモード」に突入する。
スロットは専用のものに切り替わり、メダルマーク揃い（10-30枚）が高確率で当選する。オーブを落とすかスロットでDIRECTが当選するとステーションチャレンジへと進む。このモードのステーションチャレンジでは、1/6でJPチャンスとなる専用のルーレットで抽選する。
100WIN - 500WIN初期値は100枚。入賞すると終了ポケットに変わり、そのルーレットの他ターゲット（WIN）が100枚追加される。
終了：レジェンドモード終了。
JPチャンス各種JACKPOTに挑戦できる他、そのルーレットの全ポケットが「100WIN」にリセットされ、終了ポケットも消滅。

## その他
3月11日の東北地方太平洋沖地震発生後しばらくは、AQUA JACKPOT獲得時の演出が津波を連想させることから演出が全てSPムービーとなり、トロッコの経由もFOJPのルートになるように変更された。なおスタッフロールがどうなっていたのかは不明

## 機種依存エラー
このゲーム機で、「JP CHANCE抽選権利待機時にメダルを長時間投入しないままにすると、抽選権利が失われる」というエラーが起きている。このエラーは現在も改善されていない。

## メインPCのスペック
今作では Microsoft Windows XP Embedded  を使用しゲームを構成している。
なお、メインPCに搭載されているCPUが intel Celeron 440、RAMが2GBを使用している。

## スタッフ
- プロデューサー：奥秋政人
- ディレクター：佐々木龍
- メカニカルエンジニア：佐々純一、仲野真、中山浩平、國門豊、佐崎泰介、佐々木謙、山口淳一、松木大輔、田村暢康
- ハードウェアエンジニア：尾崎行雄、伊藤健太、平井友晃、石井信悟、小口文士
- ソフトウェアエンジニア：尾本徹、坂田栄治、濱口祥士、白倉悠祐、仲元博人、佐藤義明、渡部将志
- CGデザイナ：今西基貴、関口舞子、小泉忠裕、北河学、石井信繁、花田匡隆、奥山真由美、多田一樹
- サウンドデザイナ：三登章裕、小野拓馬、伊山達也
- インダストリアルデザイナー：石井孝朗、井上淳之、大富牧子
- プロダクトデザイナ：重松知憲、津山令奈
- マニュアルデザイナ：内野健
- ボイスアクター：セイン・カミュ
- マーケットプランニング：依田信彦、市川貴広、米田宜史、倉木亮介
- スペシャルサンクス：小倉将規、佐久間隆、沖谷弦一郎、鳥井悦史、小川彰久、田代知弘、石田哲夫、菅信哉、櫻井隆、筧涼平、織部淳、風岡恒治、岡本清佳、文美賢、秋山文紘、遠藤冬子、中里博紀、佐藤努、工藤美樹、岩本祐樹
- マニュファクチュア：萩原善之、山地清司、中野圭一郎、小島基、山本裕二、内藤慎康、八田康史、仲丸達也、石坂鉄兵、石井正博、保坂治美、伊藤貴彦

## ラブプラスとの連動
同じくコナミのメダルゲームで、2011年2月24日より順次稼働開始している『ラブプラス MEDAL Happy Daily Life（以下、ラブプラスメダル）』との連動機能として「リアルデート」が追加された。連動にはe-AMUSEMENT PASSが必要で（カードタイプのみ）、なおかつ同一店舗に両方の機種が設置されている場合のみアイテムが受け取れる。また有効期限内に遊ばないと消滅してしまう。
ラブプラスメダルをプレイ中、彼女からのプレゼントでフォーチュントリニティのリンクアイテムを受け取ると、当ゲームでリアルデートが楽しめる。
アイテムを受け取ったラブプラスメダルのプレイデータが記録されたe-AMUSEMENT PASSカードをリーダーのガイドに沿って差し込むと自動認証され、モニターにラブプラスメダルのタイトル画像が表示された後彼女が登場、オーブが1個フィールドに払い出されてリアルデートが始まる。デート中、彼女は色々なことをプレイヤーに話しかけ、ボタン操作が必要なイベントではプレイヤーに代わって操作することもある。またMY PAGEからARコードを呼び出して、iOSデバイス向けアプリケーション『ラブプラスi』バージョン1.4.0以降のメダルデートAR機能で撮影することも出来る（AR撮影はiPhone 3GS以降・iPod touch第4世代以降・iPad_2以降対応）。なお彼女が画面に出ていない時も、画面右下部の彼女アイコンでもリアルデート中であることを確認できる。
リアルデートを終了させるには、リーダーからカードを取り除くか、JACKPOT CHANCE（JACKPOT獲得成功・失敗問わず）およびレジェンドモード終了後に彼女が終了するか尋ねてきた時にボタン操作で終了させる。ボタン操作で終了させない限り、別のステーションに移ってもデートは継続されるが、ORBは払い出されない。リアルデート終了後、同じカードを再びラブプラスメダルで認証すると、ゲーム開始前に彼女とリアルデートを振り返るイベントが発生する。この際にJACKPOTを獲得していた場合、リアルデートの思い出として彼女の画像と獲得したWIN数が表示される。
なおラブプラスメダルのカードリーダーは、電子マネー対応携帯電話（おサイフケータイ）に登録したe-AMUSEMENT PASSの読取にも対応しているが、当ゲームは2010年11月にコナミがe-AMUSEMENT PASSの携帯電話対応を発表する以前から稼動しているため、カードタイプのe-AMUSEMENT PASSしか読み取れない。そのため、携帯電話をe-AMUSEMENT PASSとして使用しているプレイヤーが当ゲームのアイテムを受け取っても、そのままでは使用出来ない。どうしても使用したい場合は、携帯電話のe-AMUSEMENT PASSカードナンバーのメモ・新規購入のe-AMUSEMENT PASSカード・KONAMI ID（+パスワード）の3点を用意して「e-AMUSEMENT GATE」にてデータ移行手続を行い、移行後のカードで有効期限内に使用することになる。
なお、リアルデートを合計5回行うと、ラブプラスメダルにおいて特別なアイテムが入手でき、ジャックポットスロットにおいて当ゲームのメインキャラクターが予告演出として登場するようになる。